# Alexander Godunov
Aleksandr Borisovič Godunov, anglicizzato in Alexander e detto Sasha (in russo Александр Борисович Годунов?; Sachalin, 28 novembre 1949 – West Hollywood, 16 maggio 1995), è stato un ballerino, attore e insegnante sovietico naturalizzato statunitense.

## Biografia

### Giovinezza ed ascesa nel mondo della danza
Nasce sull'isola di Sachalin da Boris Ilarionovič Godunov, un militare, e Lidia Nicholaevna Studentova, ingegnere ferroviario, dopo un fratello maggiore di nome Oleg; i genitori, conosciutisi durante l'assedio di Leningrado, si trovano sull’isola per ragioni lavorative. Quando lui ha appena tre anni i genitori si separano e il padre abbandona la famiglia, così la madre si trasferisce coi figli a Riga, dove vivono la madre di lei e altri parenti. Proprio la nonna accoglie in casa il piccolo Sasha, mentre la madre si occupa del figlio maggiore. In seguito la madre, per allontanarlo dall'influenza dei teppisti di strada e non farlo diventare uno di loro, gli fa frequentare corsi di danza classica. Nel 1958 a 9 anni, Aleksandr Godunov, che vorrebbe fare il militare come il padre, viene proposto per l'ingresso alla Riga Choreography School, e su circa 250 aspiranti risulta uno dei 12 bambini ammessi, i quali divengono allievi del giovane maestro Juris Kapralis. Nel 1960 entra nella scuola un bambino di nome Michail Baryšnikov, detto Misha, con cui stringe amicizia al punto da andarci qualche volta a pesca insieme; sono due bambini estremamente talentuosi ma piccoli di statura, che destano preoccupazione poiché sembrano non poter crescere molto. Quando Godunov vede che Baryšnikov, rientrato dopo un anno di studio a Leningrado, lo ha superato in altezza, per la disperazione di non crescere cerca assurdi rimedi: seguendo dei consigli beve continuamente succo di pomodoro e dorme sul pavimento di legno senza materasso né cuscino. Da studente viene talvolta inserito nel Latvian National Ballet. Al giovane Godunov manca inoltre la figura paterna, poiché a novembre 1965 per i suoi 16 anni aspetta ardentemente una lettera dal padre come accaduto al fratello maggiore per il medesimo importante compleanno, ma la lettera non arriva. Conclude la scuola nel 1966, ma gli viene detto che ci vogliono altri tre anni di preparazione prima di poter entrare in pianta stabile nella compagnia di balletto. Godunov però, nonostante abbia solo 16 anni si sente pronto e non vuole aspettare, così col diploma in tasca si reca nella capitale Mosca per cercare di farsi ingaggiare dal prestigiosissimo corpo di ballo del Teatro Bol'šoj, ma viene giudicato immaturo. Frequenta quindi le lezioni di Asaf e Sulamith Messerer, una coppia di ballerini fratello e sorella, e trova un ingaggio nel corpo di ballo giovanile di Igor' Aleksandrovič Moiseev. Dopo il compimento dei 17 anni inizia improvvisamente a crescere davvero, fino a sorpassare l'1.90; diviene primo ballerino. Nel 1971 è il direttore artistico in persona, Jurij Grigorovič, a selezionarlo per il corpo di ballo del Teatro Bol'šoj, con uno stipendio di 98 rubli al mese; come automobile acquista una Žiguli bianca. Presto intreccia una relazione con la più esperta collega Lyudmila Vlasova, nata Markova e detta Mila, che per lui lascia il ricco marito, il rinomato ballerino e coreografo Stanislav Vlasov, e va a vivere nel suo monolocale alla periferia Sud-Ovest; lei ottiene il divorzio in breve tempo, e già entro l’anno si sposano. La neo moglie con questa scelta deve ridurre drasticamente il proprio tenore di vita, e vendere gioielli e pellicce; Godunov le promette che una volta che si sarà affermato le avrebbe comprato di tutto. Al Bol'šoj si rivela importante per Godunov anche l’incontro con il maestro di balletto Aleksej Ermolaev, ex primo ballerino, il quale gli insegna ad andare oltre la tecnica e a creare anche un aspetto drammatico con la propria personalità e la propria espressività; in questo modo lo fa appassionare alla recitazione, che diventa parte integrante delle sue performance. Inizia anche ad emergere il suo carattere fiero che mal sopporta l’austerità comunista: al Bol'šoj vogliono persino che si faccia tagliare i suoi capelli lunghi, ma lui sempre rifiuta; veste inoltre sempre all'occidentale, con jeans e maglie scollate, sembrando un attore di Hollywood, un hippy o una rockstar piuttosto che un ballerino sovietico. Nel 1973 l'étoile Majja Michajlovna Pliseckaja vuole Godunov come primo ballerino per Il lago dei cigni. A giugno il danzatore partecipa all'International Ballet Competition, che vede la giuria presieduta da Jurij Grigorovič, lo stesso direttore artistico del Bol'šoj: Godunov si classifica al primo posto vincendo la medaglia d'oro. La prima ballerina con cui danza più spesso è la Pliseckaja, ma anche con la moglie costituisce una nota coppia sul palcoscenico e nella vita; al termine degli spettacoli molti spettatori sostano attorno al teatro, per aspettarlo all'uscita. 

### L'amore per gli Stati Uniti d'America e le precauzioni contro una sua possibile defezione
Nello stesso maggio 1973 con Majja Pliseckaja parte per la tournée di giugno-luglio-agosto del corpo di ballo del Bol'šoj negli Stati Uniti d'America, nazione di cui si innamora e in cui sogna di trasferirsi. Al ritorno, per risolvere la sua situazione residenziale, interviene il ministro della cultura in persona Ekaterina Alekseevna Furceva, la quale va a visitare lui e consorte nel monolocale di periferia, e durante una tournée di Anna Karenina provvede ad assegnare loro un bilocale (soggiorno e camera da letto in un'unica stanza, e cucina più piccola) in centro con vista sulle torri del Cremlino, nell'alberata via Nezhdanovoi, nella città vecchia, che diviene anche sede di feste. Per ringraziare la moglie dei sacrifici fatti, inizia a regalarle svariati gioielli, e con lei si reca spesso a bordo della Žiguli nelle campagne ad acquistare a buon mercato delle icone russe da appendere alle pareti. 
Nel 1974 Godunov con il corpo di ballo del Bol'šoj compie una tournée in Giappone, e in agosto-settembre una nuova tournée negli Stati Uniti d'America, con una dozzina di danzatori fra cui sua moglie Lyudmila e l'étoile Majja Pliseckaja. Godunov raccoglie elogi di pubblico e critica, troppi per il governo sovietico poiché poco prima, a fine giugno, l'amico Baryšnikov, in forza al Kirov Ballet di Leningrado, trovandosi in tournée in Canada aveva chiesto asilo politico e non aveva più fatto ritorno in patria, suscitando in lui grande invidia. A settembre la compagnia del Bol'šoj danza a New York, alla Metropolitan Opera House, e una sera Godunov partecipa a un ricevimento in casa delle sorelle Patricia e Colleen Neary, ballerine del New York City Ballet; sono presenti gli altri danzatori ma non la prima ballerina Pliseckaja, ed è presente anche l'agente governativo sovietico incaricato di sorvegliare i suoi compatrioti, a cui le Neary avevano consegnato l'invito per risparmiare ai danzatori l'imbarazzo di dover chiedere di poterlo portare con loro. Godunov è vestito all'americana, con i jeans, insiste per essere chiamato Sasha e parla in un buon inglese delle sue avventure negli Stati Uniti, vantando un accento americano recentemente appreso. Con sua moglie nervosa e preoccupata alle spalle, diventa la persona più popolare della festa, rivelando a suo rischio di quanto sia pazzamente innamorato di quella nazione, della sua musica e delle danze popolari, nelle quali si cimenta davanti a tutti, e poi delle automobili, degli equipaggiamenti stereo e del vestiti americani, e chiede dove poter andare a comprare jeans più eleganti. Uno degli invitati è Robert Larkin, addetto stampa del Joffrey Ballet, un'altra compagnia newyorkese, che Godunov ha modo di conoscere. A un certo momento l'agente governativo chiede di poter usare il telefono, e dopo la sua chiamata degli agenti vestiti di scuro si presentano alla porta; a questo punto i danzatori sovietici salutano i colleghi statunitensi e vanno con quegli uomini; Godunov resta per ultimo, soffermandosi a baciare e abbracciare i presenti e scusandosi, ad alta voce, poiché deve essere "messo a letto come un bambino"; andandosene, invita i ballerini statunitensi a venire in Russia, e dice loro che gliela mostrerà. 
In patria, Majja Pliseckaja richiede Godunov con sé nel film danzato Anna Karenina, ma nell'ambiente iniziano a circolare alcune lettere anonime, le quali avvertono sulla “marcia essenza dell’artista Godunov”, di suoi “comportamenti inappropriati” e “frequentazioni con persone sbagliate”, e che stesse pianificando di restare all’estero durante una tournée internazionale; il KGB prende queste lettere molto sul serio e sorveglia il danzatore. Dalle indagini viene accertato che Godunov aveva invitato la Pliseckaja a restare negli Stati Uniti, così gli viene impedito di partecipare alle successive tournée; con suo grande rammarico, Godunov è costretto ad esibirsi soltanto in patria.
A metà novembre il Joffrey Ballet di New York si trova in tournée a Leningrado, e un giorno l'addetto stampa Robert Larkin e altre persone al seguito di quella compagnia vengono invitate alle lezioni della Kirov Academy of Ballet; qui, mentre assistono alla classe maschile, appare un sorridente Godunov, il quale si trova a Leningrado per discutere sul film Anna Karenina, in procinto di interpretare. Conclusa la lezione, Godunov va ad abbracciare Larkin e inizia a conversare con lui; nonostante nessun sovietico osi pronunciare se non sottovoce i nomi di chi aveva commesso defezione, Godunov chiede liberamente all'amico notizie su Mikhail Baryšnikov e Natalija Makarova e, ottenutele, le traduce per gli altri sovietici presenti. Di contro, Larkin lo rifornisce di sigarette americane e di una bottiglia di scotch acquistata in un negozio per stranieri vietato ai sovietici, doni che per educazione il danzatore inizialmente rifiuta, ma che poi accetta.
La tappa successiva della tournée del Joffrey Ballet è una nevosa Mosca, dove la compagnia si esibisce con tutto esaurito al Moscow Operetta Theatre, molto vicino al Teatro Bol'šoj. Godunov, anch'egli rientrato a Mosca, nelle serate in cui non danza si presenta fuori dall'ingresso degli artisti per salutare l'amico portavoce Robert Larkin e i ballerini statunitensi, poi entra con loro per assistere ai balletti, riconosciuto e riverito dal personale senza che gli venga chiesto di pagare il biglietto. Nell'ultima sera a Mosca del Joffrey Ballet, l'amico Larkin si reca invece al Teatro Bol'šoj a vedere Godunov danzare in Anna Karenina. Una volta conclusa la rappresentazione, Larkin, seguendo istruzioni precedentemente dategli dallo stesso ballerino, raggiunge Godunov in camerino; qui, il ballerino gli dà un foglietto sul quale ha scritto l'indirizzo di un ristorante. Usciti, Godunov sale su una macchina con autista, mentre Larkin per non farsi vedere assieme a lui trova un taxi, e mostra l'indirizzo di quel ristorante al tassista. Dinanzi al locale, poco lontano, Larkin scende dal taxi, ma a sorpresa trova una station wagon con Godunov sui sedili posteriori, che gli fa segno di salire con lui. Il veicolo si ferma dinanzi a un negozio di prodotti gastronomici, nel quale Godunov entra, ed esce subito con dei pacchetti evidentemente già ordinati avvolti da carta marrone. La station wagon riparte, e giunge davanti a un palazzo, nel quale Godunov entra con Larkin al seguito; salendo nel piccolo ascensore, Godunov fa segno all'altro di stare in silenzio, a causa delle intercettazioni ambientali; in alto trovano Lyudmila Vlasova che li aspetta alla porta dell'appartamento, elegantissima e piena dei gioielli a lei donati dal marito. Godunov bacia e abbraccia la moglie, poi vuole dividere lo scotch che l'amico gli aveva regalato a Leningrado, ma Larkin rifiuta, sapendo quanto in Unione Sovietica valga, e accetta in sostituzione uno spumante dolce locale. Il ballerino mostra all'amico il proprio appartamento, soffermandosi con orgoglio su un tessuto particolare per il letto e una piattaforma per l'apparecchiatura stereo, entrambe le cose acquistate all'estero durante le tournée; Larkin nota anche le molte icone russe, giunte ad occupare tre pareti, e Godunov gli fa notare che una volta erano abbastanza economiche, ma la gente di campagna si sta facendo saggia ora, aumentandone quindi il prezzo. La cena è abbondante, e spesso Godunov si alza per andare a preparare un nuovo piatto o a versare dei nuovi bicchieri. È molto dolce con sua moglie, spesso toccandola o baciandole i capelli, anche se in quella situazione lei resta intimidita e a disagio per l'avanzata conoscenza della lingua inglese da parte di suo marito. Poi quando Larkin chiede di andare in bagno, vi trova Godunov ad attenderlo; il ballerino fa segno allo statunitense di tacere e chiude la porta. Tirando ripetutamente lo sciacquone a causa delle intercettazioni ambientali, gli rivela di quanto vorrebbe danzare negli Stati Uniti, di come sia difficile per lui al Bol'šoj, di come sia artisticamente soffocante danzare lo stesso ruolo ancora e ancora e sapere che la sua intera carriera debba aver luogo all'interno del sistema, e chiede un suo consiglio, ma Larkin non ne ha nessuno. Al termine della cena, dopo tanto spumante e cibo, Godunov chiama un taxi, poi accompagna Larkin in strada e aspetta con lui, dando poi istruzioni al tassista sull'hotel da raggiungere e pagando la corsa.
Il film Anna Karenina viene presentato fuori concorso al Festival di Cannes 1975. Nello stesso anno a chi all'estero chiede perché il danzatore più famoso non sia presente in tournée, Godunov viene fatto passare per malato

### La riabilitazione e il ritorno per la terza volta in tournée negli Stati Uniti
Nel 1976 scrive al KGB una lettera chiedendo perdono; la missiva viene accolta, e l'artista viene completamente riabilitato: gli viene affidato il ruolo di primo ballerino nel balletto Spartacus, di Aram Il'ič Chačaturjan con la coreografia di Jurij Grigorovič, che ambiva da tempo e che esegue con Ludmila Smorgacheva, e viene aggregato alla tournée in Francia; l'amico Robert Larkin, avendolo appreso, è convinto che a Parigi faccia defezione, ma così non accade. Dopo il perdono, Godunov e consorte guadagnano prestigio al punto che lo Stato concede loro una limousine per andare in teatro, e nello stesso 1976 lui riceve la medaglia di Artista d'Onore della RSFSR; il suo stipendio diviene il più alto della compagnia, pari a quello della Pliseckaja. Ma in lui cova sempre il sogno americano, anche se non lo dice più a nessuno. Nel 1978 è nel musical televisivo 31 giugno, nel quale appare anche la moglie, venendo però doppiato dall'attore Aleksey Zolotnitskiy e dal cantante Jaak Joala. Poi al Bol'šoj, in seguito a un litigio col direttore artistico Jurij Grigorovič viene messo da parte, giungendo a non danzare anche per mesi: la frustrazione è tale da farlo persino dubitare delle proprie capacità coreutiche. Così, nel momento più difficile della sua carriera, a Godunov non sembra vero che gli venga permesso di partecipare alla lunga tournée statunitense di agosto-settembre 1979, organizzata dalla Columbia Artists Management e dalla Nederlander Producing Company of America; Godunov danzerà da primo ballerino in Spartacus, e anche nel balletto di Sergej Prokoviev Romeo e Giulietta, nella nuova coreografia dello stesso Jurij Grigorovič, con primi ballerini Aleksandr Bogatyrev e Natalija Bessmertnova, e lui nel ruolo di Tibaldo; alla tournée avrebbe partecipato anche sua moglie Lyudmila Vlasova. Appresa questa notizia, in Godunov matura una sola certezza: chiederà asilo politico e non tornerà più in patria. Prima di avere il via libera alla partenza viene però convocato per un accertamento dall'ufficio del Ministero della Cultura; viene interrogato per ore dal viceministro Yuriy Barabash, il quale gli promette al ritorno un appartamento lussuoso, il titolo di Artista del popolo dell'Unione Sovietica e grandi opportunità artistiche; Godunov dissimula fedeltà, così il viceministro concede il nulla osta alla partenza.

### La defezione e lo stallo in aeroporto della moglie
Le prime quattro settimane della tournée si svolgono a New York, con i balletti da rappresentarsi a Manhattan al Lincoln Center Theater, iniziando da martedì 1º agosto; la compagnia alloggia al Mayflower Hotel, e Godunov parlando con la consorte si dichiara incerto se fare defezione o meno. Durante l'ultima delle quattro settimane, la sera di martedì 21 agosto dopo cena Godunov si decide ad agire, anche se non riesce a isolarsi con sua moglie per consultarla e tentare di portarla con sé, e non si fida a parlare con lei telefonicamente per paura di essere intercettato; così, con in tasca appena 75 centesimi esce dall'hotel e si reca a casa di un amico non identificato. Godunov discute a lungo con lui sulla sua volontà di fare defezione, l'amico cerca dissuaderlo senza riuscirci, poi decide di aiutarlo, trovandogli un appartamento dove passare la notte. Il giorno successivo, mercoledì 22, è troppo tardi per tornare indietro, e Godunov accompagnato da alcune persone anch'esse non identificate si reca negli uffici dell'immigrazione al 26 di Federal Plaza e richiede asilo politico. Viene così portato nella sezione newyorkese dello United States Immigration and Naturalization Service, all'interno dello stesso palazzo, dove enuncia la motivazione: in URSS era "frenato nella propria vita artistica"; avvisa inoltre che i sovietici cercheranno di rimpatriare immediatamente la moglie, anch’ella membro della compagnia, contro la sua volontà e senza che lui possa rivederla, moglie che invece vorrebbe certamente restare in America con lui. Il direttore di sezione, avvocato George Vician, si prende un giorno per decidere, e il danzatore viene portato in una località segreta. Vician nel frattempo consulta telefonicamente gli U.S. Citizenship and Immigration Services di Burlington, nel Vermont, e gli Washington Headquarters Services del Dipartimento della Difesa, e ne ricava il parere che Godunov se costretto a tornare in Unione Sovietica avrebbe subito persecuzioni, perciò accetta la sua richiesta conferendogli un permesso di soggiorno per asilo politico della durata di un anno ma rinnovabile. Giovedì 23, Vician annuncia alla stampa l'avvenimento, e Godunov stesso dalla località segreta, essendosi anche tutelato con un esperto avvocato di nome Orville H. Schell, amico del segretario di Stato Cyrus Vance, rilascia al New York Times, attraverso ben due intermediari, la dichiarazione di voler "guardare avanti per espandere la mia esperienza e lavorare in nuovi ambiti della danza". William T. Shinn dello U.S. Foreign Service, organo del Dipartimento di Stato, avvisa l’Ambasciata dell'Unione Sovietica a Washington, nella persona del vice ambasciatore Aleksandr Aleksandrovič Bessmertnych, che la moglie di Godunov secondo la legge non può lasciare la nazione finché non sia stata interrogata per determinare se anche lei voglia restare negli Stati Uniti o meno, e ordina allo United States Immigration and Naturalization Service di non farle lasciare la nazione; poco dopo il console generale Vadim Ivanovič Kavalerov richiama riconoscendo il diritto statunitense a questa procedura. Nel frattempo i giornalisti telefonano al Mayflower Hotel per ottenere dichiarazioni da qualcuno responsabile del corpo di ballo, il quale parlando solo russo nega qualsiasi dichiarazione; è poi la produttrice esecutiva della Nederlander, Lillian Libman, attraverso un comunicato stampa, ad esprimere la prima dichiarazione della controparte: "totale sorpresa" e "grande rammarico" sia da parte dell'amministrazione del Teatro Bol'šoj che da quella dei produttori americani. I dettagli dell'avvenimento vengono infine divulgati alla stampa da Verne Jervis, portavoce della sede nazionale dello United States Immigration and Naturalization Service, nella capitale Washington. In serata la compagnia del Bol'šoj mette in scena come nulla fosse il balletto The Legend of Love, opera dello stesso direttore artistico Grigorovič musicata da Arif Məlikov, nella quale Godunov comunque non avrebbe dovuto danzare.
Nel pomeriggio di venerdì 24 per interrogare la ballerina, a Washington l'avvocato Jeffrey H. Smith, dell'Ufficio del Consigliere Generale del Dipartimento di Stato, ed Edward S. Hurwitz, un ufficiale del Foreign Affairs Office delegato a questioni con l'Unione Sovietica che parla un ottimo russo e può fare da interprete, si mettono in volo per New York. Ma come previsto da Godunov stesso e nonostante il comunicato in merito dato all'Ambasciata dell'Unione Sovietica, lo stesso pomeriggio attorno alle 15:30 Lyudmila Vlasova viene prelevata da otto uomini delle autorità diplomatiche sovietiche, portata al Consolato Generale dell'Unione Sovietica a New York, e da qui al JFK International Airport e messa su un aereo di linea sovietico della Aeroflot (considerato esso stesso territorio sovietico a tutti gli effetti), un Ilyushin Il-62 ospitato al Gate 10 della Pan Am, il quale alle 17 sarebbe decollato diretto a Mosca, una partenza non anticipata che avrebbe dovuto far credere volontario il rientro in patria della ballerina. Due ufficiali del Dipartimento di Stato accedono all'aeroplano per verificare la volontarietà del rientro in patria della danzatrice, e in un dialogo di circa 20 minuti lei, che è seduta in una zona del velivolo attorniata dagli otto uomini delle autorità sovietiche, dice loro: “Io amo mio marito, ma lui ha fatto la sua decisione di restare qui e io ho fatto la mia di andare”; ma ciò non basta agli americani, che chiedono lo sbarco della donna per accertare se tale volontarietà non è condizionata; i sovietici però rifiutano, così i due ufficiali chiedono e ottengono il passaporto della danzatrice e scendono dall'aereo.
Per coordinare l'incidente diplomatico imminente, attorno alle 16 viene allertato nella capitale Washington il segretario di Stato facente funzione Warren Christopher, supplente del titolare Cyrus Vance (in vacanza); Christopher viene assistito dal nuovo procuratore generale Benjamin R. Civiletti. Nel frattempo a New York l'aeroplano ha completato il suo carico utile con un totale di 112 passeggeri: 68 sovietici, fra i quali 13 bambini, e 44 non sovietici, perlopiù statunitensi, fra i quali un gruppo di 35 avvocati invitati a Mosca da un gruppo di avvocati locali per un seminario sul sistema legale sovietico; chiuso il portellone, lascia il Gate 10 e si posiziona sulla via di rullaggio, ma Christopher, in contatto con il presidente Jimmy Carter in persona a Camp David, secondo la sezione 215 del The Immigration and Nationality Act, che conferisce l'autorità di bloccare la partenza di persone che potrebbero essere forzate a lasciare il territorio statunitense, ne ordina il blocco, operazione eseguita da un ufficiale italoamericano del Port Authority of New York and New Jersey Police Department, Carl DiRaimundo, ponendo davanti al velivolo la propria autovettura. Seguendo gli ordini trasmessi dalla torre di controllo, i piloti riportano il velivolo al Gate 10 e alcune auto della polizia si posizionano intorno ad esso; vistisi bloccati, i sovietici fanno calare le tendine su tutti gli oblò, non comunicando però il motivo di questo trambusto ai passeggeri non sovietici. Christopher chiede di poter sentire il parere della donna senza la presenza di autorità sovietiche e preferibilmente dopo averla fatta sbarcare dal velivolo, e anche Godunov chiede di poter parlare liberamente con la consorte, onde poter capire le sue reali intenzioni, convinto che siano quelle di restare con lui. Il referente di Christopher nella controparte è l'incaricato d'affari sovietico a Washington Vladillen M. Vasev; in aeroporto a New York invece, nella sala di prima classe della Pan Am si installa come referente del governo statunitense l'agente diplomatico Donald F. McHenry. Frattanto da Mosca formali proteste del governo sovietico per la decisione di trattenere l'aeroplano e i suoi passeggeri vengono inoltrate al Dipartimento di Stato, all'ONU e all'Ambasciata degli Stati Uniti d'America nella stessa Mosca; tali proteste parlano di provocazione molto seria contro un cittadino sovietico e contro la compagnia aerea sovietica, e tutto ciò equivarrebbe a una provocazione contro il popolo sovietico e l'Unione Sovietica. Le trattative in aeroporto si fanno serrate: i sovietici rifiutano di far sbarcare la donna, dicendo che è lei stessa a non volerlo temendo che una volta a terra possa essere presa in custodia dalle autorità statunitensi, e negano agli statunitensi di salire sul loro aereo; essi ribattono chiedendo di poter parlare con Godunov, ma lui questo incontro lo farebbe solo assieme alla propria moglie, condizione che i sovietici rifiutano, perciò anche il ballerino rifiuta. Infine gli statunitensi propongono di attaccare all'aereo un manicotto d'imbarco per potersi incontrare con Lyudmila Vlasova, ma i sovietici non danno una risposta immediata. La sera, gli statunitensi riescono a riconsegnare sull'aereo il passaporto della ballerina.
Lo stallo in aeroporto prosegue, e i passeggeri statunitensi passano il tempo cantando canzoni legate al football universitario o giocando a bridge, un passeggero sovietico addirittura offre fette di pane nero e pezzetti di salsiccia agli statunitensi vicini, finché attorno alle 22 un passeggero statunitense, l'avvocato Mario J. Martínez di El Paso, nel Texas, ascoltando la sua radio portatile a transistor ne scopre il motivo, e diffonde la notizia fra i compatrioti, la quale passa di passeggero in passeggero; fra gli statunitensi monta una certa rabbia e frustrazione, ma quando qualcuno chiede delucidazioni alle autorità sovietiche sedute attorno alla Vlasova, quelli fanno finta di non comprendere la lingua inglese. Più tardi nella notte gli statunitensi invitano i passeggeri a scendere e a prendere altri aerei; i sovietici trasmettono il messaggio tramite l'altoparlante dell'aereo, invitando però in russo i cittadini sovietici a rimanere a bordo. Prima dell'alba di sabato 25, poco prima delle 4, si attua la procedura e i 44 passeggeri non sovietici scendono dall'aeroplano e vengono sistemati nel non lontano Travelodge International Hotel; per i rimanenti sovietici, la Pan Am si occupa di fornire dispositivi portatili di aria condizionata, per non far sì che venga usata quella dell'aereo, la quale brucerebbe carburante, e scatole contenenti cibarie, il tutto issato con un nastro trasportatore dato il divieto a chiunque di accedere al velivolo. Quello stesso mattino a Washington l’Ambasciata dell'Unione Sovietica chiede al Dipartimento di Stato statunitense di poter inviare una formale protesta; così il portavoce Hodding Carter III convoca al Dipartimento l’addetto stampa sovietico Boris N. Davydov, il quale illustra la protesta: "una provocazione senza precedenti nelle relazioni tra Stati Uniti e Unione Sovietica", dato che "delinquenti armati" sono entrati nell'aereo con la forza, e con l'inganno hanno preso il passaporto della ballerina, avendole già preparato un passaporto statunitense; il Dipartimento di Stato ribatte con un comunicato stampa, definendo "totalmente false" le accuse sovietiche, spiegando che il passaporto è stato sì temporaneamente requisito ma già restituito, e mettendo in dubbio la volontarietà del rientro in patria della ballerina. A New York sempre in mattinata giunge in aeroporto Evgenij N. Makeyev, sostituto rappresentante permanente dell'Unione Sovietica all'ONU, che con uno staff di alcuni uomini diviene il referente dei sovietici in loco, con la sala d'aspetto del Gate 10 che diviene il punto d'incontro tra statunitensi e sovietici per comunicarsi le proposte. È poi il presidente sovietico in persona, Leonid Il'ič Brežnev, ad allentare i toni con un messaggio più conciliatorio diretto al presidente omologo Carter. In questi momenti, serali in Unione Sovietica, la radio e la televisione statali parlano degli eventi di New York; la televisione mostra anche l'aereo sequestrato sulla pista bagnata dalla pioggia, ma dicono soltanto che le autorità americane stanno cercando di trattenere Lyudmila Vlasova, senza nemmeno menzionare Godunov né tantomeno la sua defezione.
Nel primo pomeriggio McHenry allenta invece la proposta statunitense: se la ballerina sbarca per essere interrogata, anche autorità sovietiche potranno essere presenti. I sovietici però fanno una nuova proposta agli americani: la Vlasova potrebbe scrivere una lettera al marito spiegando le ragioni del suo volersene tornare a casa, ma McHenry non la giudica una prova sufficiente della sua volontarietà. Sull'aereo i passeggeri sovietici passano il tempo cantando, giocando a carte o a scacchi, qualcuno perfino improvvisa del cabaret; a questo punto i sovietici chiedono di far salire i giornalisti a documentare questo clima sereno a bordo e a intervistare la ballerina, ma McHenry rifiuta. Domenica 26 a Mosca la madre di Lyudmila Vlasova, Alexandra Gerasimova Drozhdina, attraverso i canali diplomatici scrive un telegramma al presidente statunitense Jimmy Carter, chiedendo di "porre fine a questo crudele abuso di diritti umani elementari", dicendo che sua figIia "per due giorni è stata soggetta a crudele tortura morale" e parlando di "condizioni assolutamente illegali" a cui la stessa figlia e i passeggeri sovietici vengono sottoposti dalle autorità americane; la madre dell'artista viene anche ospitata in televisione, ove di persona esprime indignazione per il fermo di sua figlia. Inoltre la TASS, l'agenzia di stampa governativa, definisce il fermo dell'aereo “una violazione molto grossolana delle norme della legge internazionale”, e riporta che la Vlasova avrebbe affermato che lo stallo è “oltraggioso” e che le autorità americane “stanno tentando di sequestrarmi negli Stati Uniti nonostante la mia volontà.” A New York, in giornata avviene un cambio del personale di volo, e in serata accettano di scendere anche 15 passeggeri sovietici. Parallelamente, in tarda sera la compagnia del Bol'šoj vola a Chicago proseguendo così la propria tournée, avendo promosso il collega Leonid Kozlov come rimpiazzo di Godunov..
Non avendo ricevuto risposta al proprio telegramma, la madre di Ludmilla Vlasova lunedì 27, mentre negli Stati Uniti è ancora notte, ne invia un secondo sempre a Camp David al presidente Carter, chiedendo di "dare istruzioni alle autorità statunitensi di smettere di torturare sua figlia e lasciarla andare a casa". Dopo oltre due giorni e mezzo di stallo, con la presenza di alcuni contestatori anticomunisti che fuori dall'aeroporto espongono uno striscione con scritto a mano "Freedom for Russia" e cartelli con scritto "Free Ludmilla" e "KGB bandits", alle 7:35 del mattino il Dipartimento di Stato riceve una telefonata dall'Ambasciata dell'Unione Sovietica di Washington: i sovietici accettano la proposta americana. In mattinata a Chicago la produttrice esecutiva della tournée Lillian Libman tiene una conferenza stampa; quando le viene chiesto come la troupe fosse rimasta colpita dalla defezione di Godunov, lei risponde che “negli ultimi giorni la troupe ha saltato più in alto e danzato più magnificamente che mai”. A New York nel pomeriggio, poco prima delle 15, un manicotto d'imbarco viene collegato all'ingresso dell'aereo sovietico. Una delegazione composta da sei uomini: Donald F. McHenry, l'avvocato Orville H. Schell, l'avvocato Jeffrey H. Smith, dell'Ufficio del Consigliere Generale del Dipartimento di Stato, due rappresentanti dello sportello Foreign Affairs Office del Dipartimento di Stato che si occupa di questioni con l'Unione Sovietica, Edward Hurwitz (che parla russo) e Martin Wenick, e un medico del Servizio di Salute Pubblica con il compito di verificare che la ballerina non sia stata sedata, sale le scale del manicotto; con loro vi è anche una donna, un'interprete simultanea dipendente sempre dal Dipartimento di Stato, la lituana Galina Tunik‐Rosniansky; Godunov è invece in disparte in un van della polizia. Per i sovietici salgono le scale del manicotto altri sei uomini: il rappresentante sovietico all'ONU Evgenij N. Makeyev, il direttore e coreografo del corpo di ballo Jurij Grigorovič, un medico di nome Kirill Gargin, il console generale giunto da Washington Vadim Kavalerov, il suo rappresentante designato a New York Anatolij Myshkov, e un ufficiale dell'ONU non identificato. Pochi minuti dopo Lyudmila Vlasova esce dall'aereo e accede al manicotto e, sedutisi gli statunitensi ad un lato e i sovietici all'altro, iniziano la procedura. La ballerina appare amichevole e informale, e McHenry, incaricato di tenere il dialogo, tramite interprete le chiede se qualcuno l'ha minacciata, e lei risponde mettendosi in evidenza con ironia chiedendo a sua volta se a lui sembra che fosse stata minacciata; McHenry le chiarisce che non avrebbe dovuto per forza decidere quel giorno, che avrebbe anche potuto scendere, lasciar partire l'aereo e rimanere a pensare a quale decisione prendere, ma la ballerina rifiuta questa alternativa; afferma anche che non ha comunicato con suo marito da venerdì. McHenry le chiede allora se c'è qualcuno con cui vuole parlare, o qualcosa che vuole fare, ma lei in russo risponde semplicemente "no", e rinuncia infine a prendere dalla mano dello stesso McHenry una lettera scritta dal marito. Nonostante la presenza ingombrante dei diplomatici sovietici e del suo direttore di compagnia, in circa 25 minuti di conversazione con la donna viene accertata “un'atmosfera non coercitiva”, così all'aereo viene dato il permesso di partire per Mosca. A fine evento, nel manicotto viene fatto salire un fotografo della United Press International, Joel Landau, che a operazione conclusa segue la Vlasova nell'aeroplano, catturandone i sorrisi con gli altri passeggeri, e i loro brindisi all'ambita partenza con tazze di plastica. Mentre il decollo viene stabilito nuovamente per le 17, McHenry torna nella sala della Pan Am per chiamare Warren Christopher, aggiornandolo sugli eventi per circa cinque minuti, poi tiene una conferenza stampa davanti a un centinaio tra giornalisti e fotografi; durante essa l'avvocato Schell alla domanda se pensi che la ballerina avesse parlato liberamente si dichiara dubbioso, affermando di non poterlo dire con certezza, “dopotutto è un’attrice”; la conferenza stampa viene conclusa da McHenry con stretta di mano e pacche con il suo omologo Makeyev, il quale parla di "una vittoria per la giustizia proletaria" e definisce Lyudmila Vlasova "una patriota del suo Paese". Il velivolo ritorna ad essere un volo di linea, vengono così imbarcati una donna statunitense e un uomo peruviano. Ma un temporale molto forte causa un ulteriore ritardo, inizialmente quantificato in mezz'ora ma poi più duraturo, finché alle 18:39 il velivolo con i suoi 55 passeggeri si stacca finalmente da terra. Martedì 28, poco dopo le 10 del mattino dell’ora locale, la moglie di Godunov sotto una lieve pioggia atterra a Mosca, venendo accolta da sua madre in lacrime, da sua zia e suo nipote, da fiori e da uno stuolo di giornalisti. Un bollettino radio ne annuncia il ritorno e la TASS, l'agenzia di stampa governativa, emana un dispaccio che loda la vittoria sovietica sulla “provocazione delle forze speciali americane, che hanno fatto il massimo per far sì che Vlasova rifiutasse di tornare a casa". Circa due ore dopo la stessa TASS diffonde le dichiarazioni della ballerina, la quale avrebbe affermato che "il tentativo delle autorità americane di convincermi a non ritornare a casa è stato un atto di rude arbitrarietà, un atto di brutalità contro i passeggeri, donne e bambini. Coloro che hanno inscenato questa provocazione avevano un solo scopo: peggiorare le relazioni sovietico-americane”. Ancora quattro ore dopo la TASS emana un altro comunicato stampa, nel quale le autorità statunitensi vengono accusate di non aver fatto le domande durante le formalità d'imbarco e di aver invece pianificato uno scandalo anti-sovietico rumoroso e sensazionalistico intervenendo solamente con tutti i passeggeri a bordo; viene inoltre affermato che le autorità statunitensi avrebbero promesso alla Vlasova, se avesse accettato di rimanere, tutti i tipi di benefici, incluso il poter scambiare la cittadinanza sovietica con un passaporto statunitense immediato che le sarebbe stato portato direttamente sull’aereo e l'immediata cittadinanza statunitense; il comunicato continua dando “merito alla Vlasova di essere stata veloce nel vedere le sporche intenzioni dietro queste insistenti richieste, poiché non voleva trovarsi in una situazione simile a quella di suo marito, che era scomparso poco prima in circostanze che non sono ancora chiare”, e viene affermato che ella stessa ha considerato le azioni degli americani "arroganti e barbare", e che voleva che l’aereo, il suo equipaggio e i suoi passeggeri venissero lasciati liberi, e in questa sua "posizione di dignità ed elevato dovere civico" era pienamente supportata da tutti i passeggeri sovietici; infine la TASS rimarca che “è ironico che questo vero brigantaggio contro un gruppo di persone perfettamente innocenti abbia avuto luogo in una nazione dove certi ambienti continuano a sostenere libertà e difesa dei diritti umani”. La dichiarazione che Godunov sarebbe “scomparso in circostanze che non sono ancora chiare“, viene ribattuta a New York dall’avvocato Schell come “interamente errata”, spiegando la libera scelta del suo assistito e annunciando una conferenza stampa dello stesso Godunov per il mattino seguente.

### Nuova vita, nuova frenetica carriera da ballerino e nuove relazioni a New York
Infatti a Manhattan il mattino di mercoledì 29, Godunov presso l'associazione New York City Bar tiene la propria conferenza stampa, affollata e caotica, con cameraman e fotografi che ostacolano la sua entrata; il suo inglese è buono, ma ottiene comunque come interprete d'eccezione l'insigne letterato Joseph Brodsky. Godunov, in camicia azzurra aperta, jeans e stivaletti, innanzitutto esprime la sua gratitudine "all'ambasciatore McHenry e al governo degli Stati Uniti per i loro tremendi sforzi", e si scusa per l'inconveniente che ha causato a così tante persone. Alla domanda sul perché non avesse contattato sua moglie e perché non l'avesse informata nel momento della defezione, risponde che non aveva potuto fare altrimenti, poiché era assente dall'hotel per così tanto tempo da aver passato l'ora del coprifuoco stabilita per i performer per ritornare; e se vi fosse ritornato avrebbe perso l'opportunità di fare quello che voleva fare, ovvero fare defezione. Poi spiega che ha fatto defezione per ragioni artistiche, per poter procedere nel suo sviluppo artistico, poiché con il Bol'šoj non gli è stato permesso di danzare abbastanza, e in patria non avrebbe nemmeno potuto lavorare con i coreografi di altre nazioni, che è proprio quello che vuole fare, affermando di essere pieno di salute e pieno di energia. Gli viene chiesto se avesse parlato con sua moglie della defezione, se anche lei volesse fare defezione, e risponde che avevano avuto una conversazione di questo tipo, specialmente quando discutevano degli altri ballerini che avevano lasciato il Paese; questo argomento era presente nelle loro conversazioni; ma alla ripetizione precisa della domanda se lei volesse fare defezione, dice di non voler rispondere finché lei è a Mosca. La conferenza stampa viene disturbata da alcune affermazioni sarcastiche di Iona Andronov, corrispondente del settimanale sovietico Literaturnaja Gazeta, il quale il giorno prima aveva definito Godunov "assediato da un'intera folla di istigatori che gli avevano promesso montagne d'oro e un mare di whisky", e che quando tutto ciò si era rivelato inefficace avevano deciso di applicare una pressione psicologica diffondendo pettegolezzi sporchi e calunniosi sulla Vlasova. Andronov chiede anche a Godunov se l'FBI l'avesse convinto a fare defezione, ottenendo una netta negazione. Ritornando sulla moglie, Godunov afferma di credere che se avessero avuto l'opportunità di incontrarsi non si sarebbero separati. La conferenza stampa dura quasi tre quarti d'ora; Godunov conclude affermando che è felice di essere in quella nazione, ma anche di sperare che vedrà sua moglie ancora, un giorno. Al termine, andandosene viene assediato dai fotografi; vedendolo inciampare, una donna grida di non rompere la sua gamba. A Los Angeles, domenica 16 settembre dopo l'ultima esibizione allo Shrine Auditorium altri due ballerini della compagnia del Bol'šoj, proprio Leonid Kozlov, il rimpiazzo di Godunov, e sua moglie Valentina Kozlova, seguono l'esempio facendo chiamare da un intermediario la polizia, la quale il mattino seguente li scorta di nascosto fuori dall'hotel per chiedere poi asilo politico.
A New York Godunov diviene primo ballerino dell'American Ballet Theatre; la prima ballerina è Cynthia Gregory, sua grande ammiratrice, la quale aveva sperato che abbandonasse l'Unione Sovietica per poter ballare con lui. Godunov deve fronteggiare i ritmi frenetici della compagnia statunitense (poche prove ed esibizioni quasi tutte le sere), che lo paga 5.500 dollari la settimana, ma poi vi si adatta, e capisce che essere sul palcoscenico è la cosa migliore per lui. Sempre nel 1979, trovandosi a cena in un locale, nota al tavolo a fianco l'interior designer sua coetanea Loree Rodkin seduta con l’imprenditore Victor Drai; socializza con lei e nasce una relazione, che lei chiude presto per l'abitudine del ballerino di fumare e bere molto. Restano però in buoni rapporti, e Godunov, nonostante lei faccia tutt'altro, le chiede dato che non vuole più essere la sua ragazza di diventare la sua manager poiché sogna di diventare attore cinematografico. Nel giugno del 1980 Godunov danza nella José Limón Dance Company allo Spoleto Festival USA, a Charleston, in South Carolina.
A settembre del 1980 diventa direttore artistico dell'American Ballet il connazionale e vecchio amico Michail Baryšnikov. In questo periodo Godunov si riconcilia telefonicamente con la moglie, le chiede perdono e le dice che è difficile vivere senza di lei, tanto che lei nel 1981 inizia la procedura burocratica per poterlo raggiungere; ma gradualmente Godunov capisce che negli Stati Uniti la moglie avrebbe avuto una terribile nostalgia e che le sarebbe mancata troppo la madre, e riconosce che fece bene a tornare a Mosca. Egli invece, pur avendo momenti di malinconia per non poter più rivedere la sua patria, la sua famiglia e sua moglie, inizia a provare felicità nel vivere a New York, la sente la propria città, e gradualmente inizia anche a pensare in inglese. Sempre nel 1981, ad un party conosce l'attrice e modella Jacqueline Bisset; inoltre, seguendo la sua passione per la recitazione, inizia a studiarla con Stella Adler, e si iscrive ai corsi di dizione e canto della Juilliard School, pensando che anche se non dovesse essere preso in alcun film, tutto ciò gli servirebbe comunque per migliorare la propria espressività nella danza; trova anche un'addetta stampa, di nome Evelyn Shriver. Godunov viene ricercato da varie compagnie come primo ballerino ospite, e lui fissa a 10.000 dollari il suo cachet per questo; a fine luglio danza in Italia, allo Sferisterio di Macerata, in Le Corsaire, con l'étoile francese Ghislaine Thesmar. Circa sei mesi dopo averla conosciuta, inizia con Jacqueline Bisset una solida relazione, che lo porta più volte a trascorrere brevi periodi da lei a Los Angeles. Viene ingaggiato come primo ballerino ospite anche dall'Alvin Ailey American Dance Theatre: Alvin Ailey ha coreografato su musica di Keith Jarrett un balletto “pas de deux” appositamente per lui e per la propria prima ballerina Judith Jamison, intitolato Spell (Incantesimo), rievocante la sacerdotessa voodoo ottocentesca Marie Laveau; Spell va in scena unicamente per il galà di apertura stagionale giovedì 3 dicembre, al New York City Center. Poi nel 1982, in seguito a uno scontro con Baryšnikov, Godunov viene allontanato dall'American Ballet Theatre, con la scusa che, dovendo tagliare i costi e passando la compagnia al praticare soprattutto danza moderna, non ci sarebbero stati sufficienti ruoli per lui, avendo egli un repertorio limitato alla danza classica; Godunov dichiara invece che lo hanno buttato via come una buccia di patata, e che era Baryšnikov che lo limitava. Nel frattempo con la moglie, a distanza e di comune accordo, poiché lei intendeva sposare il basso Yuriy Statnik, stipula il divorzio, rimanendo comunque in amichevole contatto telefonico.

### Il trasferimento a Los Angeles per diventare attore hollywoodiano, e l'insegnamento
Rimasto senza compagnia, Godunov decide di fondarne una propria, chiamandola Alexander Godunov & Stars; ingaggiata come prima ballerina l'esperta italoamericana Eleanor D'Antuono, va in tournée. In questo periodo viene realizzato su di lui dalla PBS il documentario televisivo Godunov: The World to Dance In, che va in onda nella serata di mercoledì 2 marzo 1983. Nello stesso anno è il protagonista danzante di due spot televisivi per l'azienda giapponese di abbigliamento Intermezzo. Poi, non trovando più alcuna soddisfazione nel danzare, decide di chiudere la compagnia per lasciare la danza e fare l’attore. Rappresentato dall'ex fidanzata Loree Rodkin come agente, dalla business manager Arlyne S. Medann e dalla medesima addetta stampa Evelyn Shriver approda perciò a Hollywood, con la decisione di rifiutare qualunque ruolo inerente alla danza. Compra un appartamento a West Hollywood nel complesso residenziale delle Shoreham Towers, con due balconi e vista della scritta Hollywood in lontananza, come aveva sempre sognato, e un'automobile; decora l'appartamento con fotografie di paesaggi russi ma evita di frequentare persone russe dedicandosi a studiare la lingua inglese sempre più approfonditamente, poiché per fare una carriera ad Hollywood era necessario sbarazzarsi dell'accento russo; ma presto, sentendo l'appartamento vasto e vuoto, va a convivere da Jacqueline Bisset nella sua villa con piscina. A settembre, per i 39 anni della compagna, Godunov la raggiunge in Messico sul set di Sotto il vulcano, portandole una grande torta al cioccolato. La coppia diviene famosa anche nel circuito della vita mondana.
A Los Angeles Godunov continua a studiare recitazione, questa volta al Loft Studio con i coniugi William Traylor e Peggy Furie, ma non riesce a trovare ruoli, così non può far altro che ritornare alla danza classica, diventando insegnante alla Lichine Ballet Academy, della connazionale Tatiana Riabouchinska vedova Lichine, a Beverly Hills; con l'arrivo del 1984 il ballerino filippino El Gabriel, un associato dell'accademia che è docente di danza all'Università della California - Irvine, lo porta a tenere una master class di balletto nell'ateneo, durante la quale si dimostra un gran motivatore non parco di sorrisi d'incoraggiamento e battute.

### I successi al cinema e il ritorno alla danza
Godunov organizza poi una nuova compagnia di danza per una tournée estiva in Sudamerica, tournée che però salta per problemi finanziari. Il giorno seguente a questa brutta notizia riceve però una telefonata dall'ufficio casting del regista Peter Weir: il regista era rimasto impressionato dal documentario della PBS, e gli vuole offrire il ruolo di un amish nel film Witness - Il testimone, con protagonista Harrison Ford, convocandolo per colazione il mattino seguente. Godunov si presenta molto nervoso all'incontro, che però si risolve semplicemente in un “ci vediamo in Pennsylvania”, ovvero dove sarebbe stato girato il film, senza bisogno di fare alcun provino; Godunov, per non venir meno alla disciplina e alla preparazione della danza classica pretende comunque di effettuare un provino filmato, che ottiene; Witness, il suo primo film americano, viene girato da fine aprile a fine giugno. Sempre nel 1984 danza da ospite in alcune compagnie, fino a un’esibizione a Detroit, alla fine della quale dice alla compagna Jacqueline Bisset: “hai visto la mia ultima performance“, anche se nella serata di domenica 17 febbraio 1985, periodo in cui il film Witness sta riscuotendo grande successo nelle sale cinematografiche, torna brevemente a danzare, con Cynthia Gregory al Radio City Music Hall di New York, nello show benefico Night of 100 Stars 2. Nel marzo 1985 la coppia Bisset-Godunov diviene oggetto di un servizio della rivista People, apparendovi anche in copertina, nel numero in edicola lunedì 1º aprile. A fine mese Godunov torna sul set, a New York e a Lattingtown, per la commedia Casa, dolce casa?, con Tom Hanks, nel ruolo di un direttore d'orchestra, restando impegnato fino a inizio agosto. Nel frattempo in URSS è in realizzazione il film propagandistico Reys 222, di Sergej Mikaėljan, ispirato alla defezione del ballerino sovietico, che esce in ottobre e ottiene grande successo. Lunedì 13 gennaio 1986 Godunov tiene una seconda master class all'Università della California - Irvine, mentre nella serata di venerdì 4 marzo il film Witness vince il premio Oscar alla miglior sceneggiatura originale. Sempre nel 1986, assieme alla compagna e a delle ballerine appare nello spot televisivo spagnolo dello spumante Freixenet.
Mercoledì 4 marzo 1987 Godunov diventa cittadino statunitense, in una cerimonia officiata dal giudice Robert L. Carter che vede il conferimento della cittadinanza a 189 persone; all'uscita dichiara ai giornalisti di voler andare a celebrare l'evento “con un hamburger ripieno di caviale, certamente un po’ di champagne e anche un po’ di scotch”, e con una telefonata alla madre. In estate rifiuta il ruolo del conte Dracula in Waxwork - Benvenuti al museo delle cere, poi andato a Miles O'Keeffe, ma in seguito ad un party viene notato dal produttore Joel Silver, il quale lo avvicina e gli propone la parte di un cattivo in Trappola di cristallo, di John McTiernan; leggendo il giorno seguente la sceneggiatura inviatagli da Silver, Godunov la apprezza ma non si trova soddisfatto del suo personaggio, il terrorista Karl, perciò si incontra in seguito con lo stesso Silver per ampliarne lo spessore drammaturgico con una storia di background. Il film si gira dall'inizio di novembre dello stesso 1987, e Godunov dà vita a scene d’azione memorabili duellando con Bruce Willis; concluse le riprese a inizio marzo 1988, Trappola di cristallo esce a luglio ed è un grande successo, il settimo film più visto dell’anno.

### La carriera attoriale che non evolve e i seri problemi di alcolismo
Dopo questo ruolo, che gli dà grande popolarità, Godunov viene categorizzato come cattivo a causa dell'espressione truce e decisa e dei suoi capelli lunghi, perciò si fa molto selettivo, rifiutando svariate sceneggiature di film che per lui non hanno un significato, specialmente quelle che lo vedrebbero nel ruolo di qualcuno che non fa altro che sparare al protagonista e a personaggi innocenti; e continua ad esserlo nonostante le critiche a questa selettività provenienti dalla sua addetta stampa, la quale lo gestisce da Nashville, essendovisi trasferita per occuparsi di artisti di musica country. A causa di questa frustrazione personale, Godunov aumenta il suo tabagismo ma soprattutto il suo alcolismo, rifornendosi solitamente allo storico negozio terner's liquor store, sul Sunset Blvd, adiacente al noto locale per concerti the viper room; il problema diviene preoccupante al punto che la compagna lo prega varie volte di farsi curare; Godunov però rifiuta, e trova conforto in sempre più frequenti telefonate all'ex moglie in Unione Sovietica, divenute quotidiane e con promesse di incontrarla in qualche modo. Sempre nel 1988 propone a Jacqueline Bisset di sposarlo e avere figli, ma lei rifiuta e dopo oltre sette anni mettono fine alla relazione, restando comunque in buoni rapporti. A causa della difficoltà ad avere ruoli, Godunov, che vive solo nel proprio appartamento alle Shoreham Towers, ancora una volta non può far altro che ritornare alla danza classica, insegnandola con più frequenza sempre alla Lichine Ballet Academy; nell'accademia è una presenza disponibile e cordiale, anche se il suo aspetto austero spaventa i gattini lì presenti. Nell'agosto 1990 il corpo di ballo del Teatro Bol'šoj, in tournée statunitense, staziona a Los Angeles, e lui viene invitato al ricevimento in onore di esso; nell'occasione viene accompagnato da Jacqueline Bisset, questa volta nelle vesti di amica. Dopo circa tre anni di inattività cinematografica annegata nell'alcool, accetta il ruolo da coprotagonista nell'horror avventuroso The Runestone (1991), e il ruolo di Scarabis (il cattivo) in Waxwork 2 - Bentornati al museo delle cere (1992). In questo periodo ha una breve storia segreta con la già impegnata Elizabeth Montgomery. Nel 1993 riprende per una sola scena il ruolo amish di Witness in Genitori cercasi, di Rob Reiner, e interpreta il primo di tre spot pubblicitari a cadenza annuale della birra Labatt Ice Beer; il film Genitori cercasi esce a luglio dell'anno seguente, il 1994, e viene stroncato dalla critica. Giunti dal Bol'šoj i ballerini coniugi Alla Khaniashvili e Vitaly Artiushkin, Godunov si offre di far loro sia da coach di danza alla Lichine Ballet Academy che da insegnante di lingua inglese, per pura amicizia.

### Il deludente ritorno in famiglia e la morte a Los Angeles
Nell'aprile 1995 in Ungheria, nel ruolo di un terrorista che si cimenta anche in una danza gitana, conclude le riprese da coprotagonista del suo ultimo film, l'action The Zone, a fianco di Robert Davi e Ben Gazzara. Nell'occasione si reca in aereo a Riga, dove può rivedere la mamma e il fratello dopo quasi 16 anni; sperava nel loro affetto, e che avessero avvertito del suo arrivo anche il padre affinché fosse presente, ma non l'avevano fatto; la madre lo rinnega, ancora arrabbiata per il suo abbandono, e il fratello gli chiede soldi e un'automobile, che ottiene; ritrova però l'affetto del maestro di danza Juris Kapralis, della Riga Choreography School, con il quale si trova in un locale.
Tornato a Los Angeles, Godunov, 45 anni, decide di affidare la cura dei problemi di alcolismo al proprio medico curante Maurice Levy, il quale lo pone sotto il controllo saltuario di un’infermiera, che lo sente per l’ultima volta lunedì 8 maggio; viene visto per l’ultima volta alla Lichine Ballet Academy lunedì 15 maggio. Non riuscendo a farsi rispondere al telefono, nella tarda mattinata di giovedì 18 l'infermiera riesce ad entrare nell'appartamento di Godunov, e lo trova morto nel salotto, seduto su una sedia; la donna telefona ai soccorsi, e dei paramedici giungono poco prima di mezzogiorno, non potendo però che constatare il decesso. Giungono in seguito gli uomini dello sceriffo, ed è il sergente italoamericano Robert Minutello, detto Bob, a divulgare alla stampa i dettagli del decesso. Si suppone che Godunov sia morto da due giorni, e non si ritiene necessario praticare un'autopsia; viene incaricata del disbrigo dei fatti la business manager dell'artista Arlyne S. Medann, la quale non avvisa in Russia né madre e fratello, né ex moglie. Il giorno successivo, venerdì 19, è il medico dell'artista, dottor Maurice Levy, a redigere il certificato di morte, indicando la causa come “alcolismo cronico”. Arlyne Medann si occupa velocemente di organizzare il funerale, al quale tiene un discorso l’amico poeta Joseph Brodsky, definendolo “troppo russo per adattarsi all'esistenza”; sempre su indicazione della manager, il corpo viene successivamente cremato, e le ceneri sparse nell’Oceano Pacifico.

### L'incontro postumo fra le donne più importanti della sua vita
Nel luglio 1997 Jacqueline Bisset, trovandosi a Mosca per il Festival cinematografico internazionale di Mosca, chiede al ballerino Andris Liepa di aiutarla ad incontrare “la moglie di Sasha”, di cui lui al tempo della loro relazione le parlava sempre. L'incontro con Lyudmila Vlasova ha luogo a casa dello stesso Liepa; l'attrice le corre incontro abbracciandola, per poi piangere; in seguito le due donne conversano con interprete lo stesso Liepa, e l'attrice si rende conto che la moglie era l'unica donna che Godunov avesse mai amato. Decidono poi di commissionare una messa di suffragio in una chiesa ortodossa, e chiedono al sacerdote che cosa fare per realizzare un memoriale per lui; il sacerdote suggerisce di mettere un segno accanto a una persona amata che gli fu vicina, la cui anima potrebbe calmarlo; le due donne decidono così di far realizzare un piccolo cenotafio con incisa la frase “sei sempre con noi”, e di farlo mettere sulla tomba del suo maestro di balletto al Bol'šoj Aleksej Ermolaev, al cimitero Vvedenskoe.

## Filmografia
- Moscow Fantasy (Московская фантазия), regia di Natal'ja Ryženko (1971), cortometraggio
- Anna Karenina (Анна Каренина), regia di Margarita Pilichina (1975)
- 31 giugno (31 июня), regia di Leonid Kvinikhidze (1978)
- Witness - Il testimone (Witness), regia di Peter Weir (1985)
- Casa, dolce casa? (The Money Pit), regia di Richard Benjamin (1986)
- Trappola di cristallo (Die Hard), regia di John McTiernan (1988)
- The Runestone, regia di Willard Carroll (1991)
- Waxwork 2 - Bentornati al museo delle cere (Waxwork II: Lost in Time), regia di Anthony Hickox (1992)
- Genitori cercasi (North), regia di Rob Reiner (1994)
- The Zone (The Dogfighters), regia di Barry Zetlin (1995)

## Doppiatori italiani
Nelle versioni in italiano delle opere in cui ha recitato, Alexander Godunov è stato doppiato da:
- Massimo Rinaldi in Witness - Il testimone, Casa, dolce casa?
- Luca Biagini in Trappola di cristallo
- Luca Sandri in Casa, dolce casa? (ridoppiaggio)